# Kauko Laasonen
Kauko Laasonen, född 8 januari 1951, är en finländsk bågskytt. Han deltog vid olympiska sommarspelen 1976.